# Flatosaria cyrta
Flatosaria cyrta är en insektsart som först beskrevs av Melichar 1902.  Flatosaria cyrta ingår i släktet Flatosaria och familjen Flatidae. Inga underarter finns listade i Catalogue of Life.